# 10819 Mahakala
10819 Mahakala eller 1993 HG är en asteroid i huvudbältet som upptäcktes den 19 april 1993 av den amerikanske astronomen James De Young vid Flagstaff-observatoriet. Den är uppkallad efter Mahakala, en av guden Shiva sidor.
Asteroiden har en diameter på ungefär 9 kilometer och den tillhör asteroidgruppen Themis.